# 菌丝

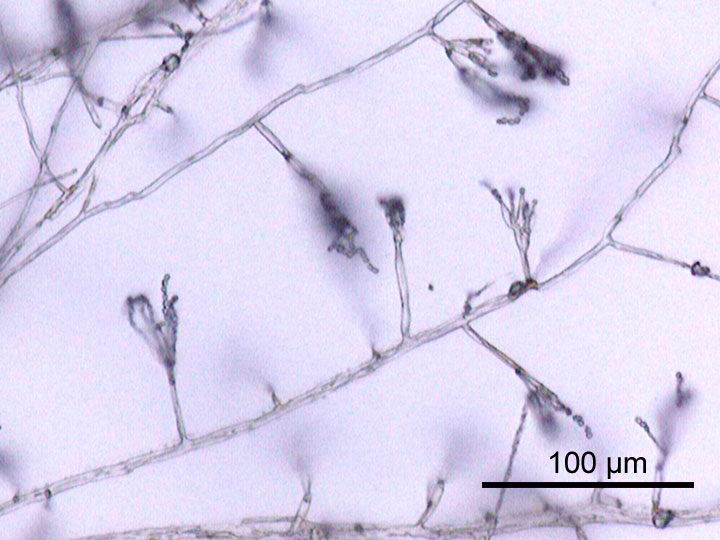
青霉菌菌丝

菌丝（英語：hypha，眾數hyphae）是丝状真菌（英語：filamentous fungus）或称霉菌（英語：mold）中的一种长、支链丝状结构，它是大多数真菌的结构单位，而部分原核生物如放线菌同样存在菌丝。在大多數真菌中，菌絲是營養生長的主要模式。酵母是單細胞真菌不成長為菌絲。

## 結構

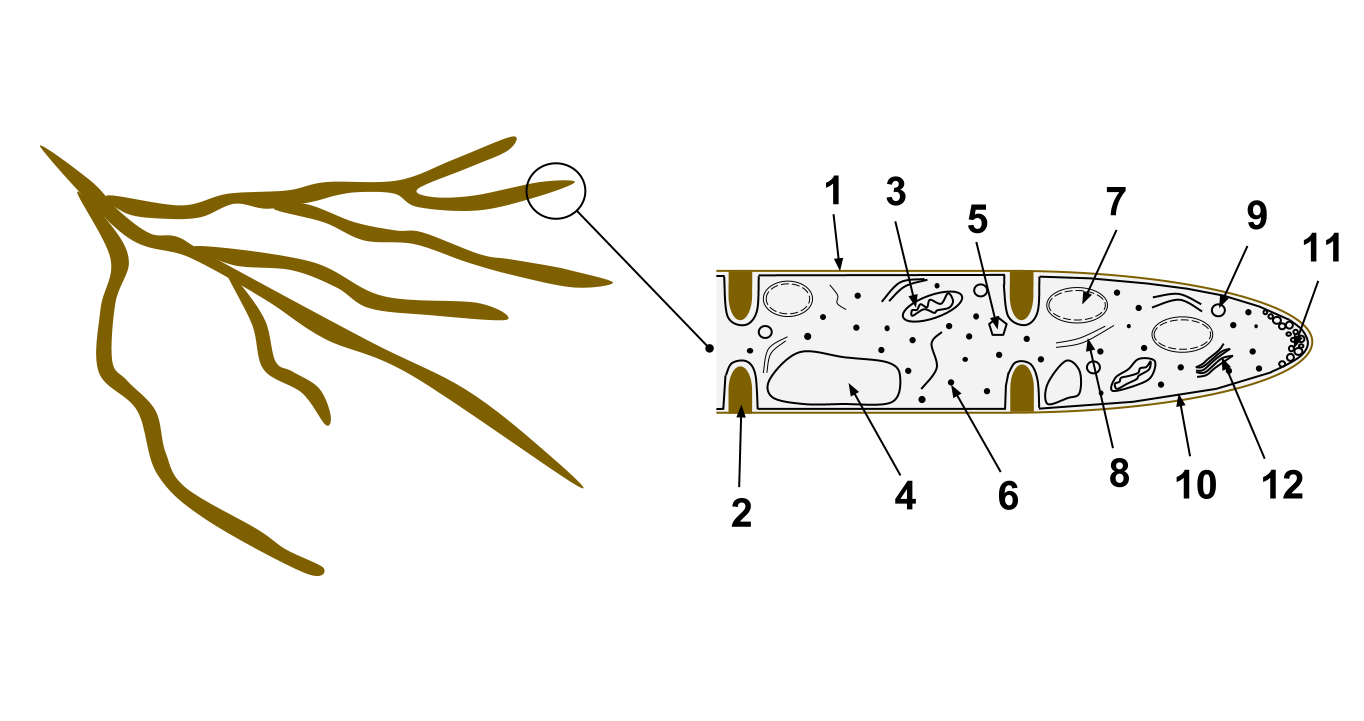
真菌菌丝细胞
1：菌丝壁 2：隔膜 3：线粒体 4：液泡 5：麦角固醇晶体 6：核糖体 7：核 8：内质网 9：脂质体 10：质膜 11：顶体 12：高尔基体

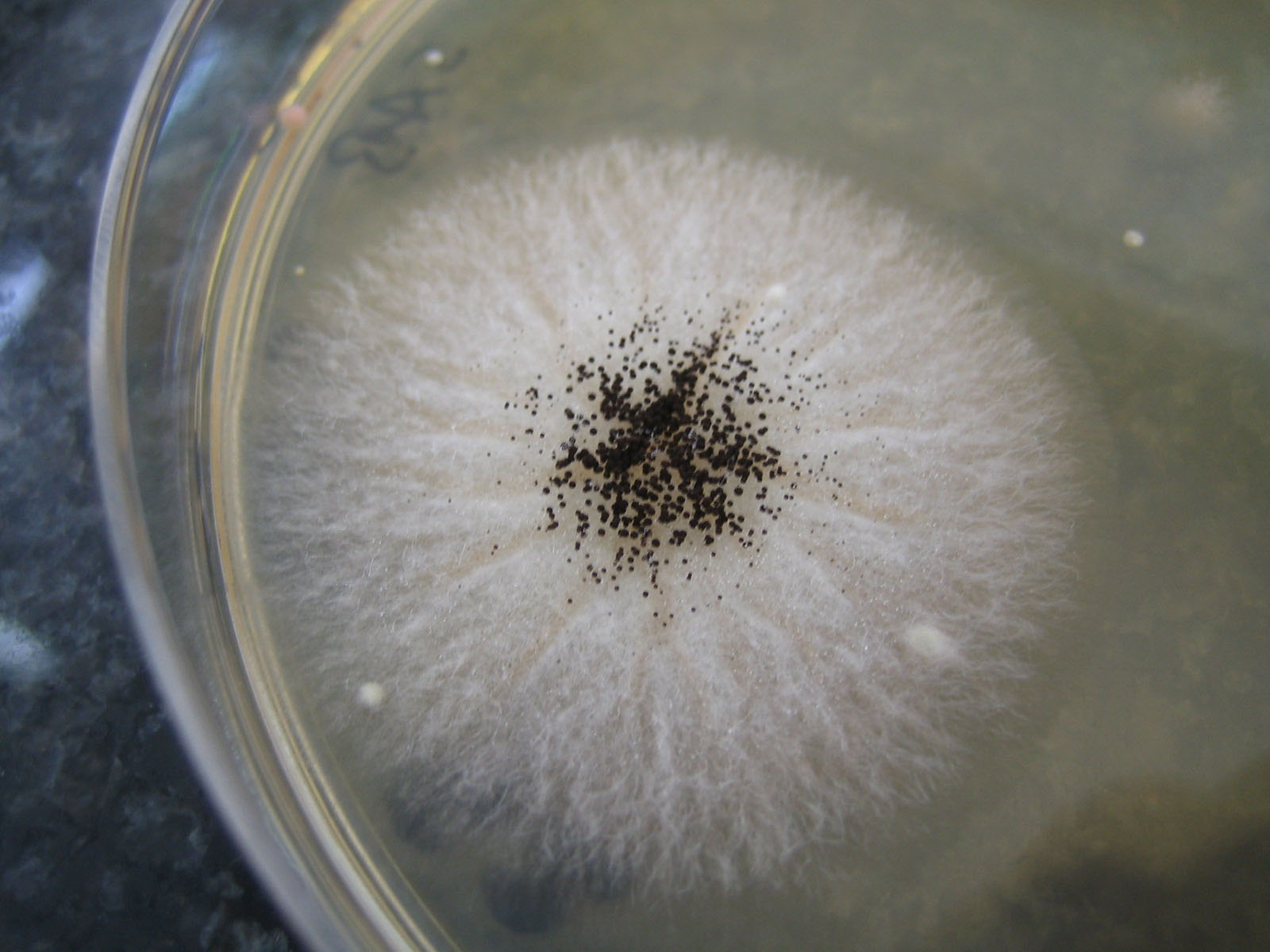
琼脂培养基上有色菌落·可见白色棉状菌丝

孢子生出嫩芽形成芽管，芽管逐渐延长呈丝状，称为菌丝。菌丝的平均直径为4～6微米。一個菌丝包含一個或多個由管状细胞壁包圍的细胞。菌丝细胞壁的主要成分主要是多糖，可占细胞干重80%～90%，其次是蛋白质和脂质。其多糖成分含有β-(1,3)-葡聚糖、甘露醇、几丁质等。某些真菌菌丝在一定的间距可形成横隔，菌丝可以用许多不同方式分化以提供特定功能。称为隔膜（英語：septum）。隔膜通常都有一些足够让核糖体、线粒体和细胞核穿過的孔隙。有些菌丝存在有隔菌丝；有些菌丝存在无隔菌丝，代表它们沒隔膜分隔。菌丝可以生长出许多分枝，交织成团形成为菌丝体（英語：Mycelium）。一般来说，每个菌丝体都是可以独立维持生命的单位，即使菌丝分离，其一部分也能继续生长。

## 生长与行为
菌丝有独特的生长方法，可以用环境刺激控制，如电场刺激，亦可探測到一定範圍內的生殖单位，並朝它们成长，亦可以穿透一些渗透面。在琼脂培养基等均匀的基质中，菌丝初時均匀向各方生长，但逐渐倾向从中心向外部，生长随温度不同有很大变化，可以用许多方法修饰以提供特定的功能。

## 分类

### 根据菌丝形态
菌丝形态的多样性可作为真菌鉴别和分类的依据。

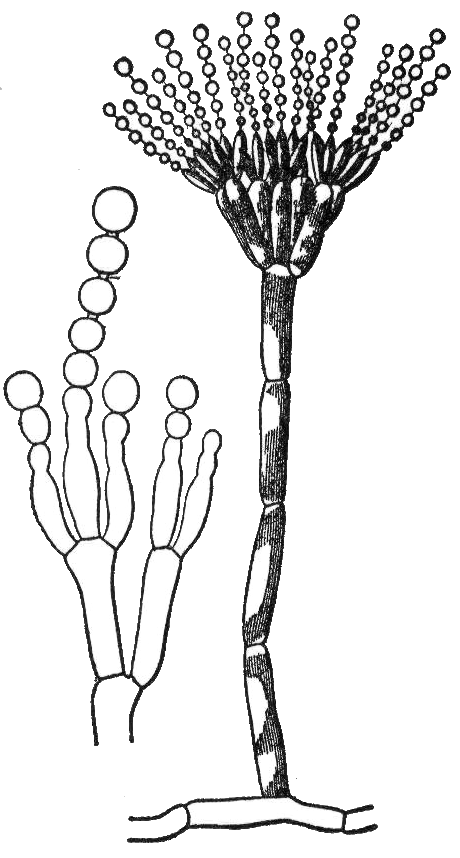
分生孢子梗上的分生孢子

球拍状；结节状；螺旋状；鹿角状；破梳状；关节状

### 根据隔膜的消长
- 有隔菌丝（有隔膜）
  - 曲霉属[5]和许多其他物种均擁有分隔菌丝。
- 無隔膜或多核（無隔膜）
  - 非分隔菌丝与一些毛霉[6]、接合菌和其他真菌相关联。
- “假菌丝”與真菌丝的分別在於其生长方式、脆弱性和细胞质连接的數量。
  - 酵母可形成假菌丝[7]。

### 根据菌丝的功能
- 营养菌丝(英語：vegetative mycelium)
- 气生菌丝(英語：aerial mycelium)
- 生殖菌丝(英語：reproductive mycelium)相对未分化，可以发育生殖结构。它们通常是薄壁的，偶尔会形成稍厚的壁，通常具有频繁的隔膜，并且可能有或没有夹紧连接。它们可能嵌入粘胶或糊化材料中。

### 根据折射率
如果它们的高折射率使其在显微镜下呈现油性或颗粒状外观，则菌丝描述为“gloeoplerous”（“gloeohyphae”）。这些细胞可能是淡黄色或透明。它们有时可以选择性用磺胺苄或其他试剂着色。称为Cystidia的特殊细胞也可以是gloeoplerous。

## 參看
- 子實體（真菌）